# 毛爾曹利

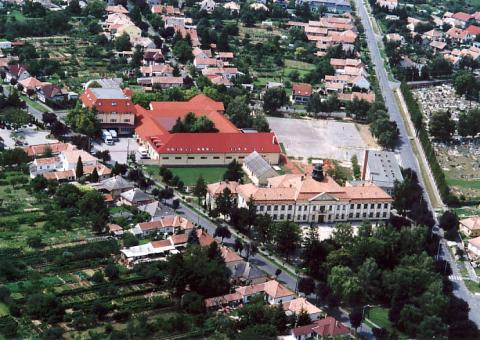

毛爾曹利（匈牙利語：Marcali，發音：[ˈmɒrtsɒli]）是匈牙利紹莫吉州的城鎮，面積101.5平方公里，鎮上的天主教教堂建於1785年，2011年人口11,571，其中約八成居民信奉天主教。

## 友好城市
- 德国 金策尔斯奥
- 羅馬尼亞 托普利察
- 梅杜林（英语：Medulin）

## 外部連結
- Street map （匈牙利文）
- Marcali Portal(Hungarian) （页面存档备份，存于）